# 耶律塗山
耶律塗山（约1042年—1132年），族系出自遙輦氏，是在遼国世代顯贵的家族，所处时代为辽代。

## 传记
宗翰伐宋，涂山率本部为先锋。至汾州，遇宋将折家军，请济师并力破之。从攻太原、隆德府，从入汴，克洛阳。及从娄室平陕右。天会七年，授太子少保。十年，迁尚书左仆射。致仕，卒，年九十一。

耶律塗山官至金吾衛大將軍、遙里相溫。遼帝逃奔到天德，塗山率本部归降，完颜宗翰承制授尚書，為西北路招討使。完颜宗翰伐宋，塗山率本部為先鋒。到了汾州，遇到宋將折家軍，請求增加军队合力击溃宋军。從攻太原、隆德府，從入汴梁，克洛陽。及從完颜婁室平陝右。天會七年，授太子少保。十年（1132年），遷升尚書左僕射。退休，去世，年九十二岁。
正隆例贈特進、郜國公。